# Eusebio Puello y Castro
Eusebio Puello y Castro (Santo Domingo, Partido de la Capital, 1811-La Habana, Departamento Occidental, 15 de diciembre de 1871) fue un militar y febrerista español de origen dominicano que, por sus servicios, fue condecorado con las órdenes de Carlos III e Isabel la Católica. Debido a su capacidad de liderazgo y valentía destacó durante la guerra de la República Dominicana contra Haití.
Después de servir en el régimen haitiano, se unió al movimiento independentista dominicano y firmó el manifiesto del 16 de enero de 1844. Participó en el histórico pronunciamiento de Santo Domingo de 1844 que dio lugar a la proclamación de la Primera República Dominicana el 27 de febrero de 1844 y destacó en la batalla de Santomé en 1855.
Además, tuvo un papel importante en el pronunciamiento de Santo Domingo de 1844, acontecimiento histórico que marcó el nacimiento de la Primera República Dominicana.
Fue admitido en 1861 en el Ejército Real español con el rango de general de las reservas dominicanas. Pronto tuvo que enfrentar el levantamiento de sus compatriotas que se oponían a la anexión, lo que le llevó a ascender al rango de mariscal de campo de los Reales Ejércitos españoles. Durante casi dos años de guerra, participó en innumerables combates del lado español.
Con el tiempo, España abandonó su presencia en Santo Domingo en 1865, lo que llevó a numerosos dominicanos, incluyendo a Puello, a emigrar a otros lugares como Cuba o Puerto Rico. Allí, en 1868, cuando estalló la guerra de los diez años, Puello defendió con convicción los intereses españoles y lideró operaciones militares al frente de tropas españolas contra los rebeldes mambises.
Se convirtió en el segundo afroespañol en alcanzar el generalato, después de Georges Biassou, quien, aunque originario de la misma isla, nació en Saint-Domingue, la actual Haití.

## Biografía

### Inicios y carrera militar como oficial de Haití
Eusebio Puello y Castro nació en el año 1811 en la Ciudad de Santo Domingo, cuando la mitad occidental de la isla Española seguía bajo el dominio español. Provenía de una familia de negros libertos y era el segundo hijo del matrimonio de Martín Joaquín Puello y María Mercedes de Castro. Sus hermanos, José Joaquín y Gabino, también se destacaron en la guerra contra Haití y se les conoció como "Los Hermanos Puello". 
En 1822, a principios de la ocupación haitiana de la parte española de Santo Domingo por las tropas del presidente haitiano Jean-Pierre Boyer, Eusebio fue reclutado para unirse a las Fuerzas Armadas de Haití debido a la implementación del servicio militar obligatorio. Aunque por su corta edad no pudo unirse al Ejército de inmediato, finalmente en junio de 1824 se integró como cabo primero del regimiento 31, y con el tiempo ascendió hasta alcanzar el rango de alférez. En 1840, alcanzó el grado de capitán, pero su carrera militar se vio truncada tras la caída de Boyer en 1843, lo que llevó a su retiro junto con otros oficiales fieles al Gobierno derrocado.
Terminado su servicio con el régimen haitiano, Eusebio se unió al movimiento independentista encabezado por Francisco del Rosario Sánchez, sumándose también sus hermanos. Mostró un decidido compromiso con la causa al firmar el manifiesto del 16 de enero de 1844. El 24 de febrero, asistió a la reunión de patriotas que tomó la histórica determinación de llevar a cabo el pronunciamiento en la noche del 27 al 28 de febrero, y estuvo presente en el pronunciamiento de Santo Domingo de 1844, realizado en la Puerta del Conde, donde se proclamó la Primera República Dominicana.

### El camino hacia la independencia y más allá
Puello demostró su valentía y habilidades militares durante su carrera en el Ejército Libertador de la República Dominicana. En diciembre de 1844, fue promovido a teniente coronel del Estado Mayor de Plaza. Al año siguiente, el Gobierno dominicano confió en él para sofocar una insurrección en la villa de San Cristóbal, una misión que logró con éxito.
En 1845, el coronel Puello fue elegido por el presidente de la República Dominicana, Pedro Santana, para transportar suministros de guerra por mar y enfrentar la amenaza de corsarios haitianos en las costas de la ciudad de Compostela de Azua. En esta ocasión, el jefe del Estado expresó su total confianza en Puello al decirle que, si era atacado por los corsarios enemigos, se hundiera con todo y que él se haría cargo de su familia. Cumpliendo fielmente las instrucciones, Puello llevó a cabo la misión sin incidentes.
En agosto de 1845, Puello tuvo que dirigirse a la ciudad de Puerto Plata por una misión importante, pero el gobernador local le impidió partir debido a rumores de una flotilla haitiana que capturó barcos dominicanos. Ante esta situación, Santana lo nombró jefe de toda la infantería y comandante de una flotilla. Puello permaneció en este cargo durante cuatro meses hasta su regreso a Santo Domingo.

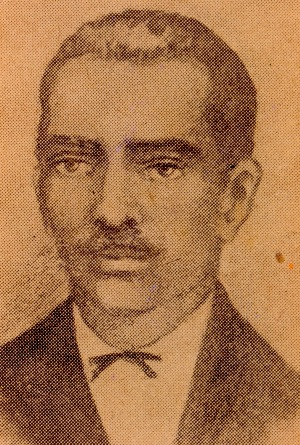
Retrato del general José Joaquín Puello, quien meses antes de su fusilamiento fungió como ministro del presidente Santana.

Posteriormente, en diciembre de 1845, fue enviado nuevamente a Puerto Plata para enfrentar a una flotilla haitiana. Durante esta operación, la flotilla enemiga encalló en las costas de Puerto Plata. Desde mayo de 1846, desempeñó importantes cargos como el mando del 2.º batallón del 1.º regimiento hasta que en noviembre de 1847 fue nombrado coronel del Estado Mayor del presidente Santana. Sin embargo, la vida de Puello daría un giro cuando sus hermanos, Joaquín y Gabino, fueron acusados de conspirar contra el Gobierno dominicano. Eusebio también fue implicado como cómplice y condenado a tres años de prisión, perdiendo su rango de coronel. Aunque Puello fue liberado posteriormente, sus hermanos sufrieron un destino trágico, siendo fusilados en diciembre de 1847.
A pesar de estos acontecimientos, Puello continuó sirviendo en el Ejército dominicano. A finales de 1852, fue nombrado subgobernador de la ciudad de Santa Cruz del Seybo e instructor del regimiento que comandó interinamente en enero de 1853.
En septiembre de 1854, asumió el cargo de gobernador de la villa de San Juan de la Maguana y en 1855, se le otorgó el mando de todas las fronteras del Sur. Su habilidad y coraje quedaron demostrados en la batalla de Santomé del 22 de diciembre de 1855, donde las fuerzas dominicanas, lideradas por el general Juan Contreras, lograron una gran victoria contra una fuerza invasora haitiana superior en número.
Puello fue ascendido a general de brigada por sus méritos en esta batalla en la que se desempeñó como segundo jefe de las fuerzas dominicanas y se le asignó el puesto de Comandante de Armas de San Juan de la Maguana hasta 1856. En los años siguientes, continuó desempeñando funciones importantes y enfrentó diversos desafíos, siempre con determinación y valor.
En 1857, cuando el presidente Buenaventura Báez deportó al general Santana y se produjo un fraude monetario que perjudicó a los comerciantes cibaeños, un grupo de cibaeños liderados por José Desiderio Valverde estableció un Gobierno de tendencia liberal en la ciudad de Santiago de los Caballeros, que luego permitiría el regreso de Santana al país para unirse a la causa antibaecista. El general Puello se unió al movimiento y fue nombrado Comandante General de las fuerzas que sometieron la península de Samaná. Gracias a su tenacidad y valentía, Puello logró una victoria significativa al tomar por asalto tres fortalezas con más de 20 piezas de artillería.
Su carrera militar siguió ascendiendo, y en mayo de 1858, fue promovido a general de división. Más adelante, en septiembre de 1858, se destacó nuevamente al sofocar una sublevación en Compostela de Azua, ganándose el título de gobernador de esa ciudad.
En enero de 1859, restableció el orden en las fronteras del Sur, peleando con bravura y liderando a sus soldados. Posteriormente, en la villa de San Juan fue nombrado Comandante General y Delegado del Gobierno en las fronteras del Sur.
En diciembre de 1860, se unió a una reunión de oficiales generales para tratar la reincorporación de la República Dominicana al Reino de España.

### Inicios al servicio de España

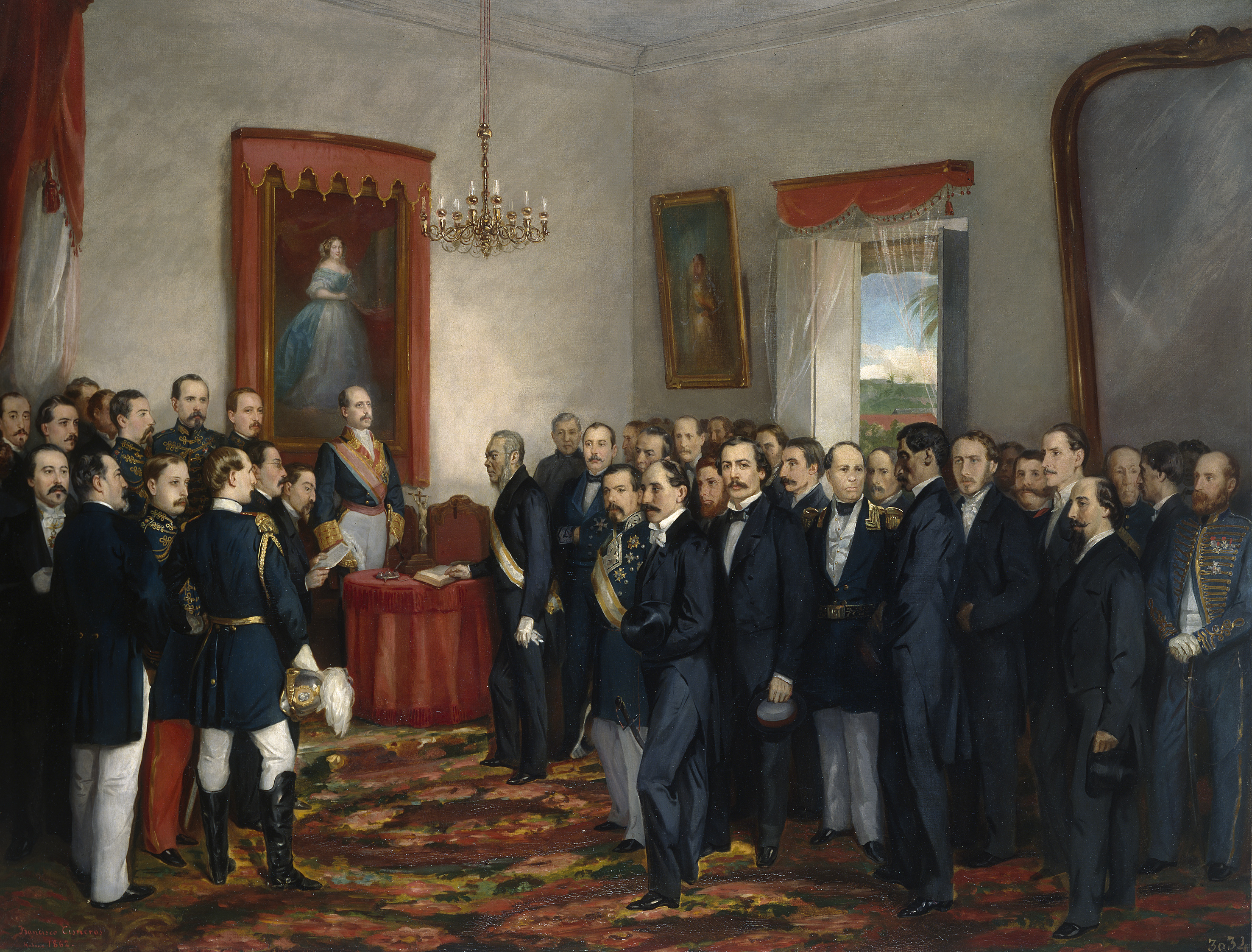
Jura del gobernador capitán general de Santo Domingo, don Pedro Santana (1862). Obra de Wenceslao Cisneros (Museo del Prado, Madrid). En la derecha, en la ventana se encuentra Eusebio Puello vestido de traje y con sombrero de copa en las manos.

El 4 de enero de 1861, el presidente le asignó la tarea de preparar los pueblos fronterizos del Sur para la reincorporación y anexión a la monarquía española. El 20 de marzo, enarboló la bandera castellana en San Juan, las villas de Las Matas de Farfán, El Cercado y Sabana Mula. Fabre Geffrard, presidente haitiano, protestó y apoyó a emigrados partidarios de Báez, liderados por los generales Cabral y Sánchez, que, unidos a haitianos, invadieron y tomaron Las Matas de Farfán. Puello los enfrentó, forzándolos a huir. Por estos actos, la reina de España, Isabel II, le concedió la Encomienda de Carlos III.
El 8 de agosto de 1861, asistió a la ceremonia de juramentación del capitán general Santana como teniente general, gobernador y capitán general de la Provincia Santo Domingo, juramentado por Francisco Serrano y Domínguez, gobernador y capitán general de Cuba.
En septiembre de 1861, se convirtió en gobernador del distrito de Compostela de Azua. Puello ingresaría al Ejército Real español siendo clasificado como general de las reservas provinciales de Santo Domingo.
A principios de 1863, Manuel Santana y Joaquín Aybar redactaron un conjunto de Instrucciones dirigidas a los alcaldes pedáneos, presentando estas propuestas a los gobernadores provinciales. Los gobernadores consideraron estas directrices apropiadas, pero identificaron una problemática: muchos futuros alcaldes pedáneos, en su mayoría líderes de sección hasta ese momento, carecían de habilidades de lectura. Puello ofreció una solución: que las Instrucciones fueran leídas dos o tres veces a los alcaldes pedáneos para que pudieran memorizarlas.
En febrero de 1863, sofocó un pronunciamiento en la villa de Santa Cruz de Neyba, restaurando el orden sin derramamiento de sangre. Fue recompensado con la Encomienda de Isabel la Católica. Sabiendo de conspiraciones haitianas, fue a la capital de Santo Domingo para informar al capitán general de Santo Domingo, Felipe Rivero y Lemoine.

### Guerra de Santo Domingo

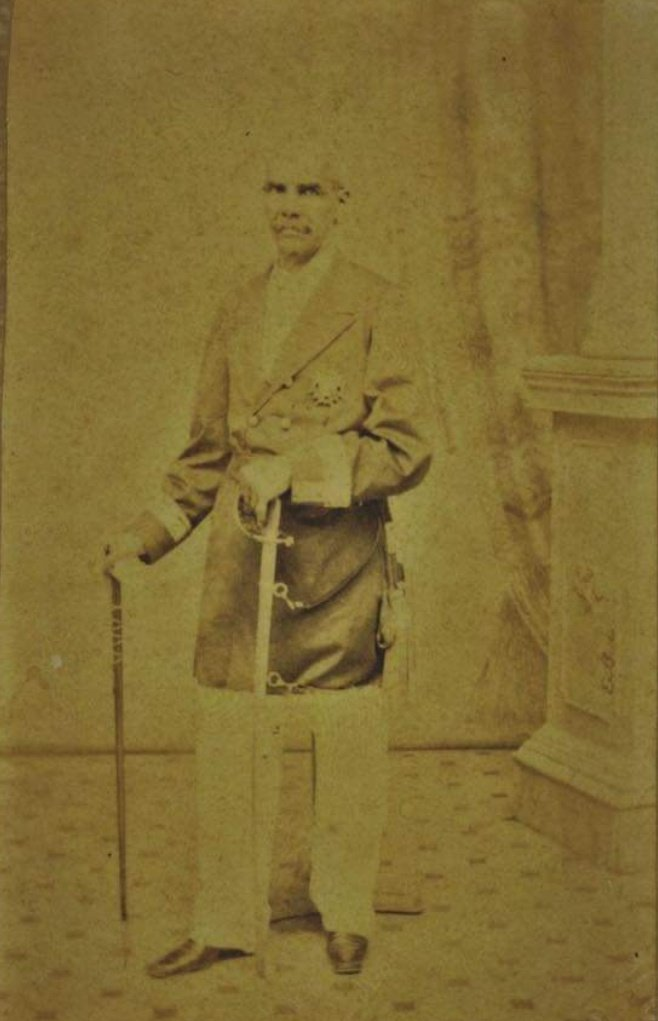

En agosto de 1863, una revolución estalló en el Cibao con el objetivo de restaurar la República en Santo Domingo. Puello pidió una compañía para guarnecer a San Juan pero su petición fue denegada, esto provocó que la revolución se extendiera a todos los poblados del distrito de Azua.
El 30 de septiembre de 1863, Puello recibió información sobre la aproximación de los rebeldes desde San Juan hacia la ciudad de Azua. Organizó a sus tropas en puntos estratégicos y, tras recibir un aviso temprano el 1 de octubre de 1863, se enfrentó a los facciosos en el río Jura. A pesar de las dificultades de la batalla debido al estrecho camino y el fuego enemigo desde los bosques, Puello ordenó un avance enérgico y logró una victoria, capturando municiones, metralla y prisioneros de guerra.
El 6 de octubre, los revolucionarios tomaron la ciudad de Baní, y el 7 de octubre, San Cristóbal se sublevó, dejando a Azua incomunicada con la capital dominicana. Ante esta situación, Felipe Rivero ordenó a Puello evacuar Azua, sumándose también la noticia de una supuesta conspiración independentista en Santo Domingo. Tanto Puello como otros líderes militares fueron convocados a Santo Domingo. El día 9, las tropas españolas y las familias leales a España evacuaron Azua rumbo a Santo Domingo. Ese mismo día, el general Pedro Florentino tomó el control de la ciudad.
Posteriormente, fue nombrado segundo jefe de la división comandada por el general José de la Gándara y juntos marcharon en San Cristóbal después de haber tenido varios combates en los que Puello salió victorioso. Al día siguiente, se enfrentó a los rebeldes en Fundación y luego se dirigió a Moja-Casave donde también derrotó a otra facción enemiga. Posteriormente, partió hacia el Palmar de Fundación donde estaba atrincherada la fuerza rebelde separatista, la cual fue completamente derrotada luego de un feroz combate. Más tarde regresó a San Cristóbal y desde allí marchó hacia Baní, enfrentándose a todas las insurrecciones que le disputaron el paso previamente. Desde Baní, combatió a aproximadamente 500 insurrectos dominicanos que se encontraban en el Alto de la Cruz, causando 50 muertos y algunos heridos a los rebeldes mediante una falsa retirada, y logrando capturar tres banderas. Luego regresó a Baní y el 4 de diciembre de 1863 marchó hacia Azua al mando de la vanguardia de la división de José de la Gándara. El 6 de diciembre, entraron en Azua después de que el enemigo derrotado abandonara precipitadamente el pueblo. Por estas acciones y su actuación en la batalla del Jura, fue ascendido a mariscal de campo por la reina Isabel II.
El 24 de diciembre, partió hacia San Juan y tomó el pueblo tras una ligera resistencia. Luego, siguió su camino por Las Matas de Farfán hasta llegar al pueblo fronterizo de Bánica. De allí regresó a Azua debido a un llamado de De la Gándara para salir juntos a tomar Santa Cruz de Neyba, lo que efectuaron combatiendo a los rebeldes y tomando una gran trinchera que tenían a orillas del arroyo La Sequia. Después se dirigió hacia Barahona, donde también combatió a los separatistas, tomó el pueblo y se apoderó de una pieza de artillería rebelde. Luego regresó a Azua por orden del capitán general Carlos de Vargas y Cerveto, quedando como Comandante General del distrito de Azua.

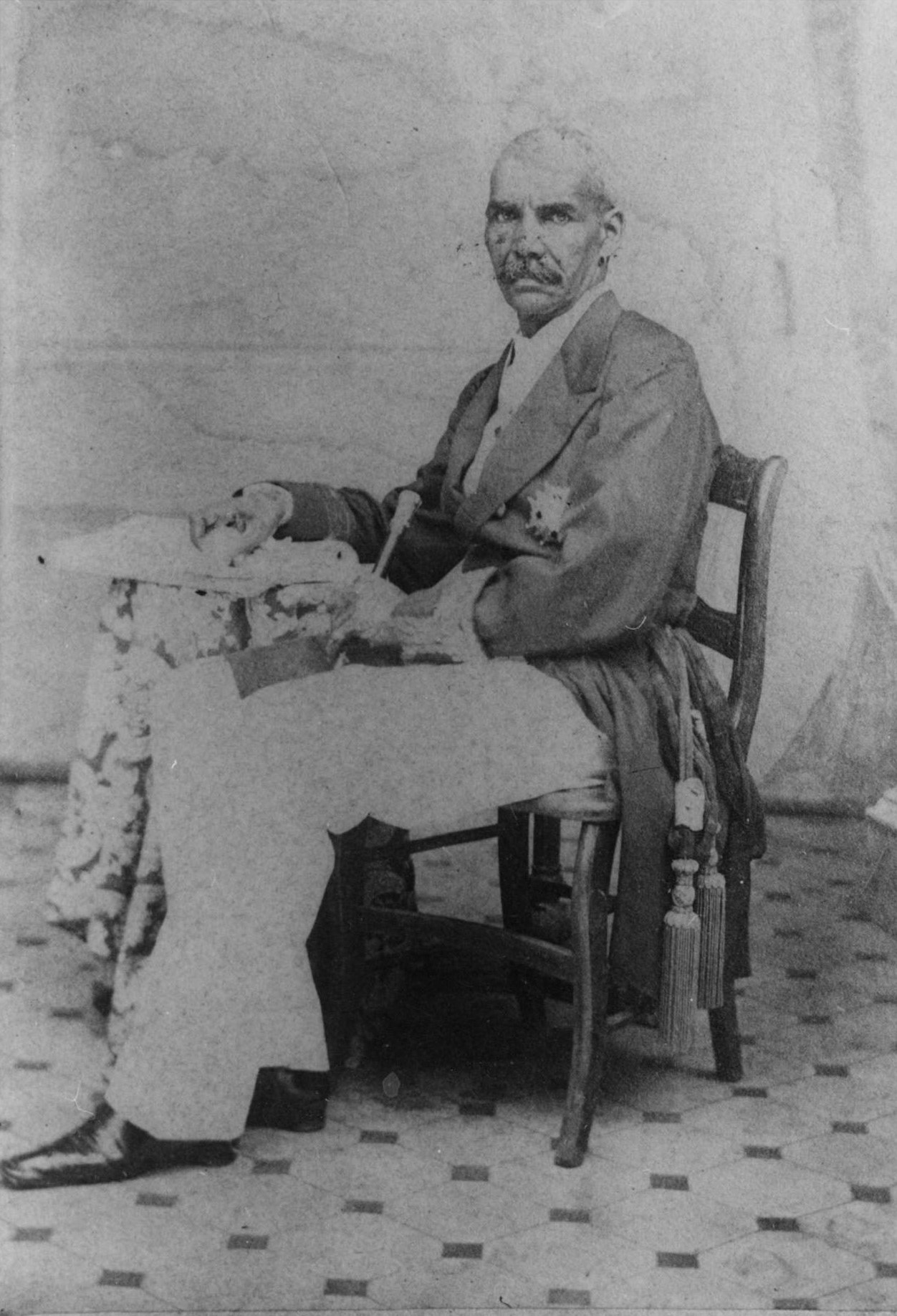

A principios de diciembre de 1864, el mariscal Puello recibió información confidencial sobre un posible cambio de actitud en los habitantes de la villa de Neyba, quienes al parecer estaban dispuestos a reconocer nuevamente la autoridad de España. Impulsado por su patriotismo español, Puello envió una columna para tomar posesión de Neyba. Sin embargo, al llegar, sus tropas encontraron la villa totalmente abandonada y no tenían suficientes raciones para continuar la operación según lo planeado. El 4 de diciembre, la expedición española se vio envuelta en una emboscada en el monte de La Canela, donde se enfrentaron a fuerzas rebeldes lideradas por José María Cabral. A pesar de la valiente lucha de las fuerzas españolas, se vieron obligadas a retirarse, y los rebeldes lograron capturar prisioneros, mulas y armamento. Esta derrota en la batalla de La Canela permitió que los insurrectos recuperaran el control de Neyba el 5 de diciembre.
A finales de 1864, a pesar de que los españoles parecían estar ganando la guerra, se había producido una importante pérdida territorial con la caída del distrito de Santa Cruz del Seybo. Sin embargo, este conflicto había tenido un alto costo en términos de vidas y recursos. Las enfermedades, como la fiebre amarilla, habían causado numerosas bajas en las filas españolas, lo que suponía una carga insostenible para España. Además, durante el desarrollo de la guerra, los rebeldes habían llevado a cabo acciones devastadoras en ciudades importantes como Santiago de los Caballeros y Puerto Plata, incendiándolas y causando daños valorados en unos $5,000,000.
En ese contexto, Ramón María Narváez adoptó una política abandonista y las Cortes españolas aprobaron el abandono de Santo Domingo; Isabel II de España firmó un decreto el 3 de marzo de 1865 que anulaba la anexión de Santo Domingo a España. Puello continuó como Comandante General del distrito de Azua hasta el 5 de junio de 1865 cuando se ordenó la evacuación de Azua. Antes de partir, recibió la condecoración de la Gran Cruz de la Orden Isabel la Católica. Fiel a su verdadera nacionalidad, Puello fue uno de los tres generales dominicanos que partieron hacia la España peninsular. En Santo Domingo, perdió bienes y familia que quedó en la pobreza tras haber sido prisionera del enemigo, acompañándolo a su nuevo destino en la isla de Cuba, donde se le concedió el cuartel para la ciudad de La Habana.

### Campaña en Cuba

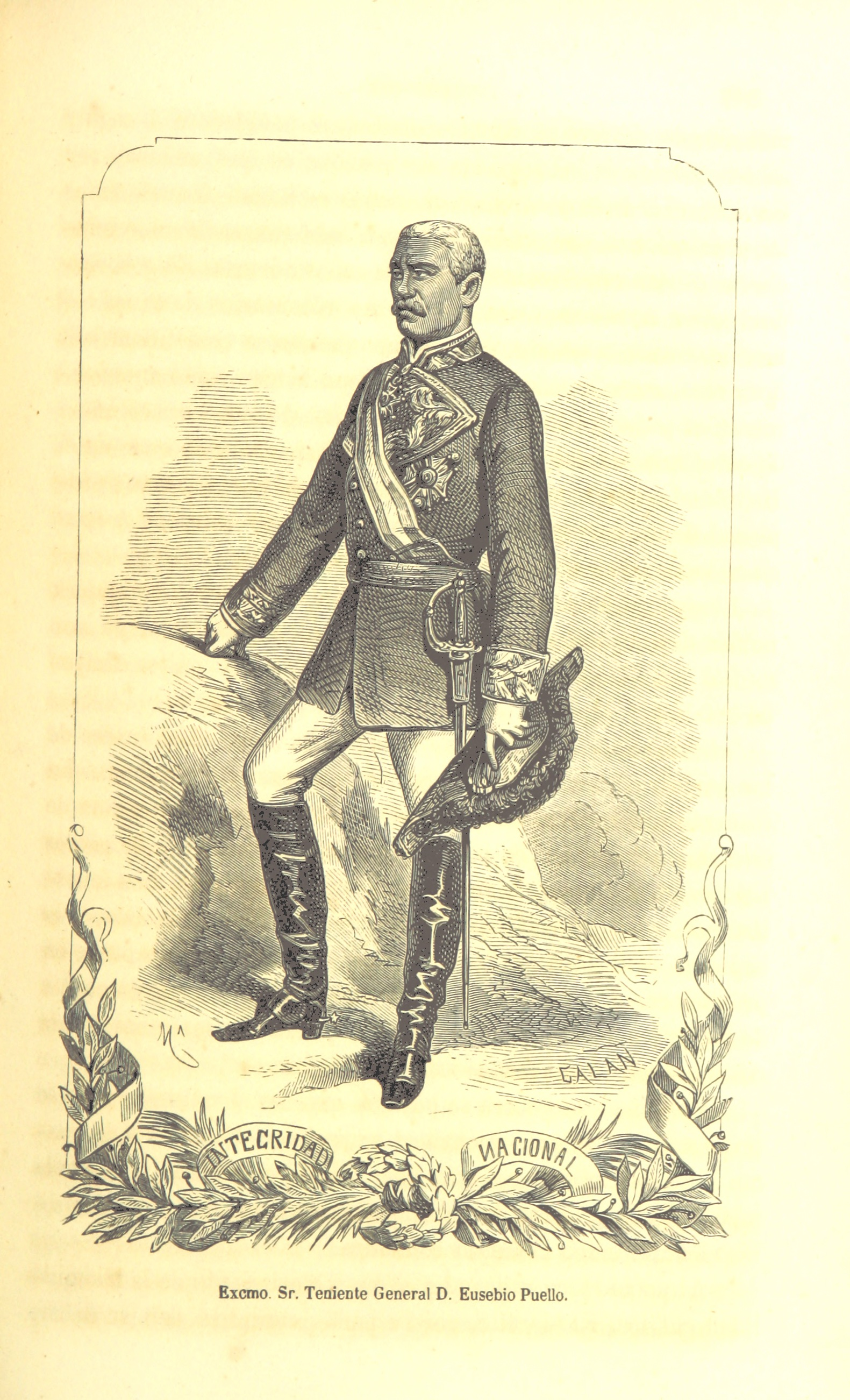
Ilustración de Puello, en Historia de la insurrección y guerra de la isla de Cuba. Edición ilustrada, etc, 1870.

Tres años después, en los últimos meses de 1868, estalló la insurrección en Cuba que dio inicio a la guerra de los diez años, y el Gobierno consideró oportuno utilizar los servicios de Puello. En aquellos tiempos, algunos compatriotas dominicanos que habían servido lealmente a la corona española optaron por unirse a las filas rebeldes cubanas, como Máximo Gómez, Modesto Díaz y Félix Marcano. Sin embargo, Puello demostró un entusiasmo ardiente por defender la integridad nacional española y asumió el mando de las tropas que operaban en las jurisdicciones de Sancti Spíritus, Morón, Remedios y Ciego de Ávila. En ese momento, la insurrección presentaba un aspecto imponente y alentado por la esperanza de un cercano triunfo independentista. 
Durante cinco meses, Puello cumplió con su deber y conciencia, recorriendo más de 300 leguas de día y noche, persiguiendo sin tregua al enemigo y compartiendo las fatigas de la guerra con los soldados. Cruzó peligrosos ríos, escaló escabrosas montañas y penetró en antiguos bosques, que servían como guaridas de los insurrectos. En cada enfrentamiento, logró un nuevo triunfo para las armas de España dondequiera que alcanzó a los mambises.
Posteriormente, en la ciudad de Puerto Príncipe, actualmente conocida como Camagüey, se vio amenazada por el Ejército mambí más poderoso y mejor organizado, que planeaba tomar la ciudad para darle importancia al movimiento ante el mundo. Fue en este momento que Puello fue nombrado Comandante General del Departamento Central. Al llegar a la ciudad, se encontró con una situación horrible y desesperada. La guerra, la desolación, los incendios, el hambre y las enfermedades, como la fiebre amarilla y el cólera, habían convertido a Puerto Príncipe en un cadáver al borde de la tumba. La situación era crítica, pero Puello no desmayó ante tantos infortunios y emprendió esfuerzos sobrehumanos para salvar la crítica situación. Taló el bosque que rodeaba la ciudad, donde se ocultaban los rebeldes para asesinar a los indefensos soldados españoles. Además, construyó fuertes para proteger la ciudad de sorpresas, impulsó la reparación del ferrocarril y abasteció abundantemente de víveres a la población. Aunque las enfermedades afectaron a las tropas, llegando incluso a no tener suficiente fuerza para cubrir el servicio de la ciudad, su inmensa voluntad le permitió sobreponerse a todas estas adversidades.
Pero aún faltaba una nueva prueba para Puello, que pondría a prueba su constancia y el valor de sus soldados. Los insurrectos, conocedores de la triste situación de Puerto Príncipe, se atrevieron a intentar tomar la ciudad por sorpresa. Sin embargo, Puello, al frente de un pequeño grupo de soldados, marchó sobre el enemigo y los derrotó, persiguiéndolos personalmente hasta más de una legua de la población.

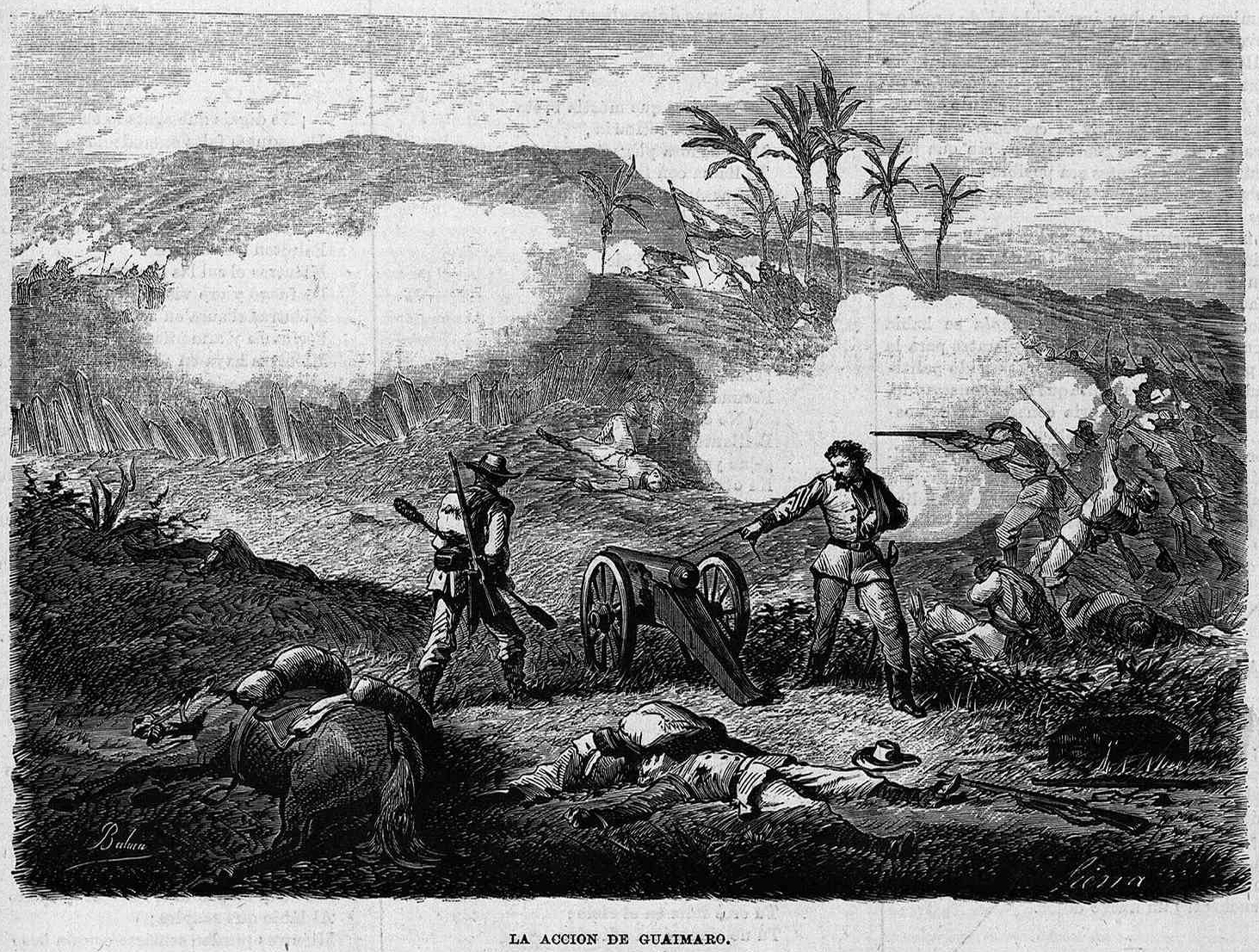

Mientras tanto, durante más de un año, la insurrección había prevalecido en los pueblos de Guáimaro, Cascorro y Sibanicú, estableciendo en el primero de ellos su autoproclamada capital de la República de Cuba. Durante ese año, ni un solo soldado español había penetrado en esos lugares, que se encontraban a unas veinte leguas de Puerto Príncipe. Pero Puello no podía tolerar que existiera tranquilamente el llamado Gobierno de Cuba libre en el territorio bajo su mando. Por ello, el 25 de diciembre de 1869, lideró una expedición con 1200 hombres de todas las armas hacia esos puntos, llegando finalmente el 30 de diciembre del mismo año a la reducida y desolada capital rebelde, que había sido arrasada por los rebeldes cubanos tras varios encuentros durante el trayecto.
Posteriormente, Puello recibió información anticipada sobre las grandes trincheras que los rebeldes habían levantado en Palo Quemado. Preocupado por la situación, decidió poner al tanto al capitán general de Cuba, Antonio Caballero y Fernández de Rodas. Sin embargo, para su sorpresa, esta noticia confidencial fue publicada en los periódicos, lo que permitió a los rebeldes cambiar de plan y construir una formidable trinchera en las Minas de Juan Rodríguez, cerca de Guáimaro, en el camino a Palo Quemado.
Confiados en el triunfo, la insurrección se reunió en masa en este estratégico punto, alentada por la presencia de su autoproclamado Gobierno republicano y liderada por los generales en quienes los insurrectos tenían mayor confianza como Ignacio Agramonte y el aventurero Thomas Jordan, un norteamericano que había luchado en el Ejército Confederado durante la guerra de secesión y que ahora ostentaba el cargo de generalísimo del Ejército Libertador de Cuba.
El 1 de enero de 1870, en las primeras horas de la mañana, las tropas al mando de Puello se encontraron con una emboscada en la vanguardia, recibiendo una descarga sorpresiva y certera del enemigo. Sin dudar, Puello se adelantó a la vanguardia, donde había dos piezas de artillería, pero lamentablemente estas se inutilizaron en ese momento crucial. Sin embargo, Puello ordenó traer las otras dos piezas de artillería del centro de la columna y avanzó hacia el frente, enfrentando personalmente la artillería enemiga protegido por la propia. A pesar de los contratiempos que experimentó, la artillería española se comportó admirablemente en esa terrible acción.
La lucha fue imponente, con los cubanos facciosos defendiendo el baluarte de la independencia con el doble o triple de fuerzas y armas de precisión, mientras que los soldados españoles se batían a pecho descubierto, aunque muchos de ellos eran novatos. A pesar de las inmensas ventajas del enemigo, Puello, herido ligeramente y con su caballo muerto, continuó avanzando hacia la trinchera enemiga decidido a morir antes que retroceder un paso. Con solo 18 hombres logró apoderarse de la trinchera enemiga, forzando a los desalentados rebeldes a huir. 
Desde ese momento, y solo desde entonces, desapareció la autoproclamada capital de la República de Cuba. Unos 50 soldados dieron su vida en esa jornada. Puello, a pesar de sus heridas y contratiempos, lamentó no haber encontrado allí la muerte, pues su compromiso y valentía nunca flaquearon en la lucha por la defensa de la integridad nacional y la paz de la patria.

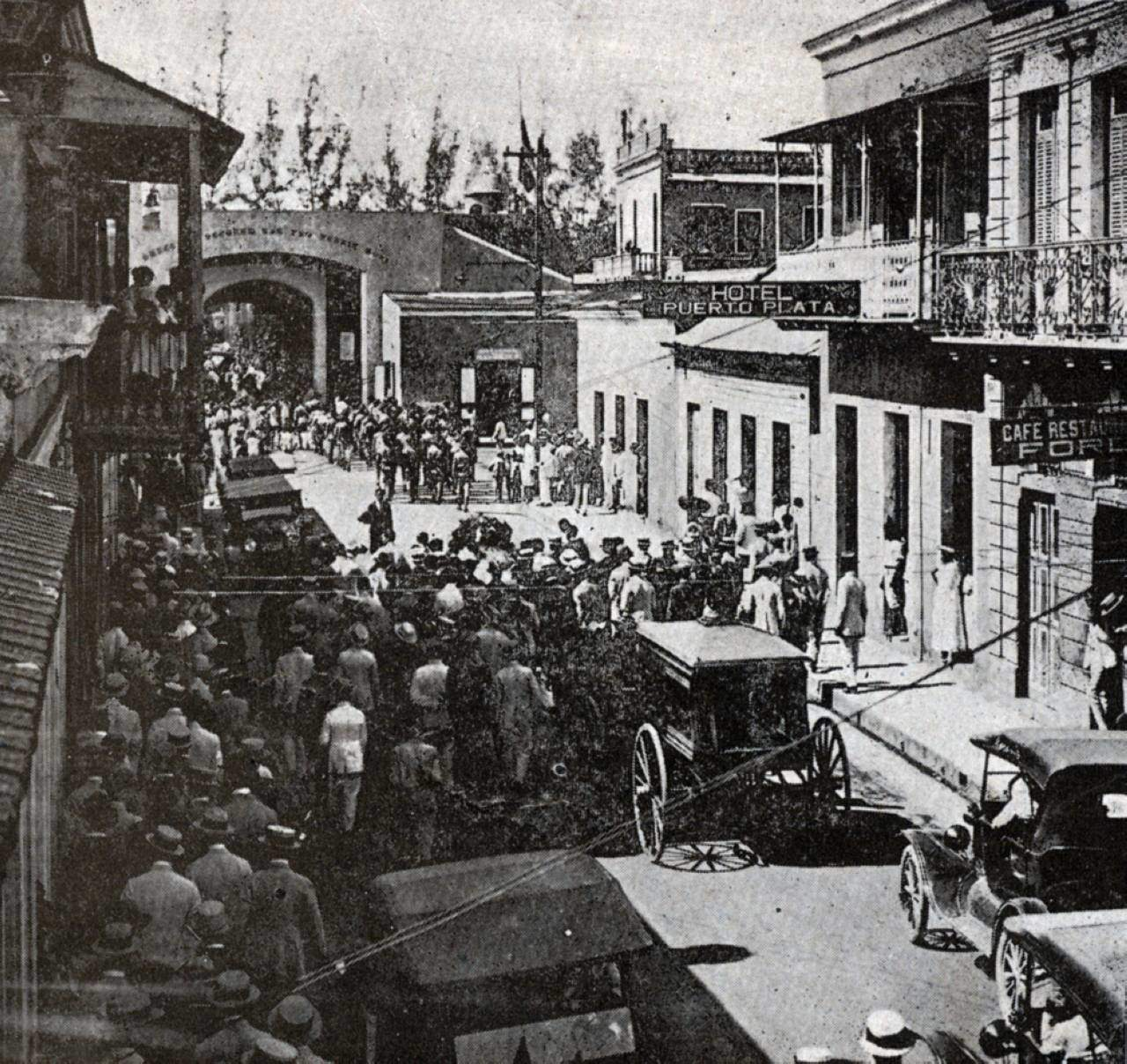
Fotografía del entierro de Puello en Santo Domingo, durante procesión fúnebre en la calle El Conde en 1922.

A pesar de su valentía y lealtad a España, Puello fue objeto de críticas infundadas que cuestionaban sus conocimientos militares. Sin embargo, él demostró en el campo de batalla su habilidad para dirigir la guerra en terrenos difíciles y salvajes, típicos en la guerra irregular.
El 1 de abril de 1870 llegó a La Habana, quedando interinamente Victoriano Suances encargado del mando. Puello debía salir hacia la península en los primeros días de mayo de aquel año. En su lugar, había sido nombrado el general Caro, quien se hizo cargo de la comandancia general del Central. 
Falleció Puello el 15 de diciembre de 1871 en La Habana, rodeado de su familia, incluidos sus diez hijos, fruto de su unión con cinco mujeres diferentes, y se le rindieron grandes honras fúnebres.